# Oldřich Schiesler
Oldřich Schiesler (18. března 1911 Verdek – 23. července 1951) byl palubní střelec 311. československé bombardovací perutě RAF v období druhé světové války.

## Život

### Před druhou světovou válkou
Oldřich Josef Schiesler se narodil 18. března 1911 ve Verdeku u Dvora Králové nad Labem. Vystudoval čtyři třídy reálného gymnázia a dva roky mistrovské průmyslové školy v Praze. Po dokončení studií pracoval jako eletromechanik.

### Druhá světová válka
Po německé okupaci odešel Oldřich Schiesler již 28. března 1939 do zahraničí. Dne 18. listopadu 1940 byl prezentován v Leamingtonu u náhradního tělesa československé zahraniční armády a zařazen ke štábní rotě pro lehké zbrojní díly. Dne 10. února 1941 přešel k letectvu, vstoupil do Royal Air Force a byl zařazen k československému depotu RAF jako elektromechanik. Dne 18. listopadu téhož roku byl zařazen k 311. československé bombardovací peruti v Honingtonu, kde bylo započato s jeho výcvikem na palubního střelce. Po jeho ukončení se ještě v rámci výcviku posádek zúčastnil 30. května 1942 náletu na Kolín nad Rýnem a 1. června na Essen. Po návratu k 311. peruti se do 28. října 1942 účastnil protiponorkových hlídkových letů. Po tomto datu již nebyl do operačních letů nasazován. Do Československa se vrátil 21. srpna 1945, dne 22. listopadu téhož roku byl demobilizován s dosaženou hodností rotného. Zemřel v 23. července 1951.

## Vyznamenání
- Československý válečný kříž 1939
- Československá medaile Za chrabrost před nepřítelem
- Československá medaile za zásluhy II. stupně
- Pamětní medaile československé armády v zahraničí
- Hvězda 1939–1945
- Hvězda Atlantiku
- Britská medaile Za obranu
- Válečná medaile 1939–1945